# Stazione di Mira-Sintra-Meleças
La stazione di Mira-Sintra-Meleças è la seconda stazione di Agualva-Cacém e si trova nella frazione Mira-Sintra. La stazione serve anche la vicina Meleças.

## Storia
Prima di essere servita dai treni suburbani della Grande Lisbona e prima di essere costruita, il fabbricato della stazione si trova dove tempo fa c'era un campo da calcio abbandonato che veniva usato per il campionato dei giovani delle località di Mira-Sintra e di Rinchoa.

## Trasporti
Nella stazione fermano treni urbani, regionali ed interregionali che hanno come destinazioni più importanti Lisbona e Figueira da Foz. Dispone di 4 binari passanti. Dal lunedì al venerdì vi fermano 147 treni che però il sabato, la domenica e i giorni festivi, diventano solamente 31 perché i treni con destinazione ad Agualva-Cacém e di conseguenza anche ad altre stazioni, non effettuano corse. La stazione è abbastanza frequentata, anche se si trova in una zona poco abitata e praticamente dedita all'agricoltura. Il traffico passeggeri è di circa 600.000 utenti annui.

## Caratteristiche
Il fabbricato della stazione è moderno e se si guarda dall'alto è a forma di triangolo ed è ad un solo piano. Dispone di una biglietteria normale e una self-service e obliteratrici. Dispone di sala d'attesa, servizi igienici anche per portatori di handicap, un telefono pubblico, un parcheggio e una zona commerciale. Vi è un interscambio con autobus urbani.

## Servizi
La stazione dispone di:
- Biglietterie con sportello e automatiche
- Fermata della linea urbana
- Parcheggio auto
- Servizi igienici
- Sottopassaggio
- Accessibilità per portatori di handicap
- Telefono pubblico